# Österhamn

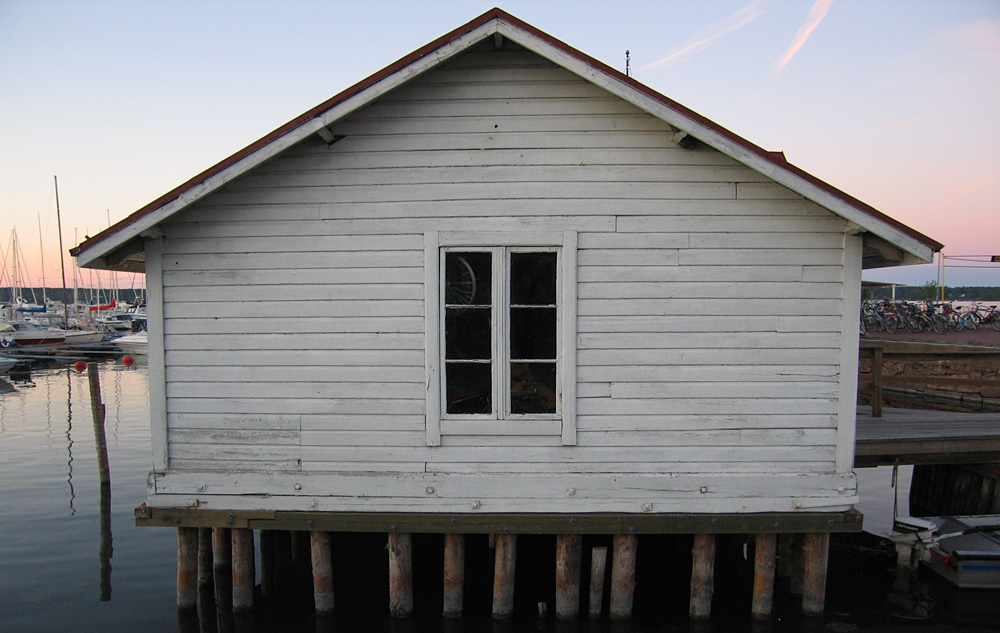
Båthus i Mariehamns österhamn.

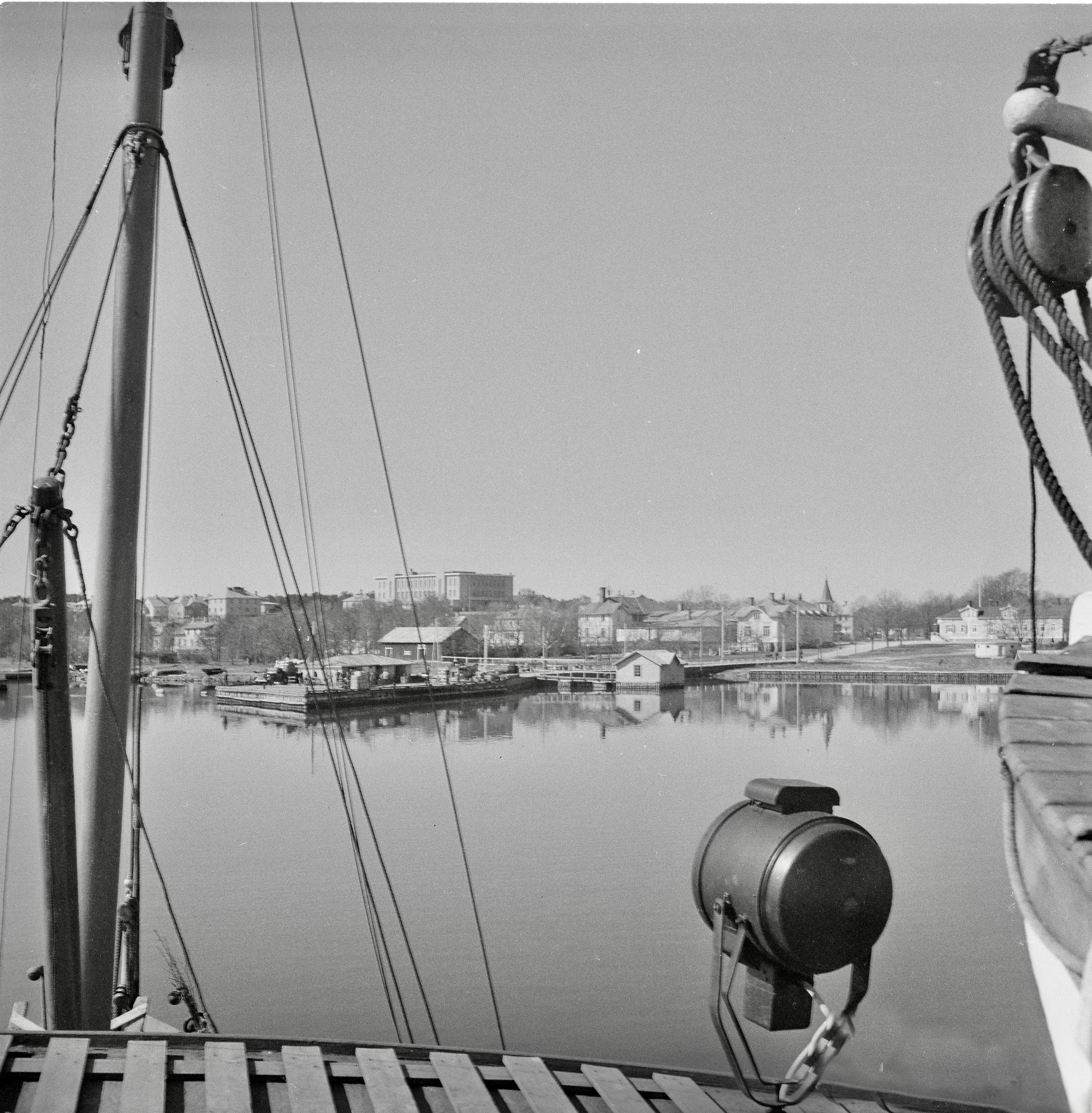
Österhamn 1944.

Österhamn, hamn i Mariehamn på Åland. Söder om hamnområdet finns utflyktsmålet Lilla holmen. Norr om Lilla holmen ligger Ångbåtsbron och Socishamnen. I mitten av hamnområdet finns med sina ca 300 gästplatser en av Nordens största gästhamnar som drivs av Mariehamns seglarförening. I gästhamnen finns restaurang Sea Point Restaurant & Bar. I hamnens norra ända ligger Sjökvarteret och badhuset Mariebad.
I hamnområdet finns även restaurangbåten F.P von Knorring och Ångbåtsbryggans Äventyrsgolf. 